# Neukirchen (Frise-du-Nord)
Pour les articles homonymes, voir Neukirchen.
Neukirchen (Nykirke en danois, Naischöspel en frison septentrional) est une commune d'Allemagne, située dans le land du Schleswig-Holstein et l'arrondissement de Frise-du-Nord.
Le peintre expressionniste et aquarelliste allemand Emil Nolde vécut à Seebüll, un quartier de Neukirchen, de 1926 jusqu'à sa mort en 1956.

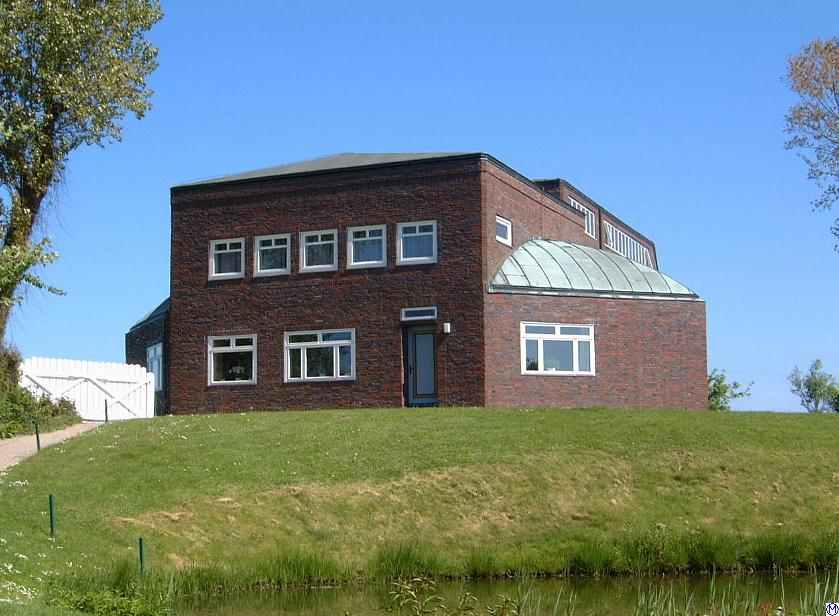
La maison d'Emil Nolde à Seebüll (actuellement un musée).